# Simon Pereyns
Simon Pereyns est un peintre flamand (vers 1535-entre 1589 et 1600), ayant travaillé au Portugal, à Madrid, avant de s'installer en Nouvelle-Espagne.
Son nom d'origine flamande a été déformé et transformé en Perin ou Pérez.

## Biographie
Il s'installe à Lisbonne, au Portugal, en 1558, où il séjourne pendant un an, puis à Tolède et à Madrid, en Espagne, où il est portraitiste de la Cour de Philippe II. En 1566, faisant partie de l'entourage de Gastón de Peralta, marquis de Falces, nommé vice-roi de Nouvelle-Espagne, il part s'installer à Mexico, où il a acquis la célébrité en tant que peintre de nombreux ouvrages, dont la plupart ont disparu, mais dont les contrats de réalisation ont été conservés.
Il s'est marié à Mexico en 1567 et est resté dans le pays jusqu'à sa mort.
En 1568, un motu proprio est présenté devant le Saint Office après une dénonciation pour des propos contraires à la foi catholique. Il en a résulté un procès fastidieux. Il doit se rétracter et peindre à ses frais le retable de Nuestra Señora de la Merced pour la cathédrale de Mexico. De nouveaux problèmes vont se poser avec l'Inquisition à partir de 1578, cette fois à la suite d'une dénonciation du peintre Francisco de Zumaya.
Il a souvent travaillé en collaboration avec Andrés de Concha et Luis de Arciniega.
En 1574, il a fait le retable de Tula en collaboration avec Luis de Arciniega.
Après 1575, il a travaillé avec Concha à Mexico pour la Confraternité des Évangélistes, pour des sculptures de processions. Vers 1578, ils travaillent ensemble sur la réalisation du retable de Teposcolula, aujourd'hui perdu.
En 1581, il travaille de nouveau en collaboration avec Andrés de Concha sur les portes d'un retable de couvent à Teposcolula, puis de nouveau, en 1584 sur le retable du maître-autel l'église San Miguel de la mission franciscaine de Huejotzingo, Puebla, l'un des monastères sur les pentes du Popocatepetl. Le contrat est d'abord donné au seul Pereyns en février 1584, pour un prix de 7 000 pesos, puis un post-scriptum est ajouté indiquant que les peintures doivent être faites par Simon Pereyns et Andrés de Concha. Dans ce contrat, les commanditaires ont détaillé la décoration du retable lui-même, tandis qu'il n'est pas fait mention du sujet et du traitement des peintures autrement que l'obligation que Concha et Pereyns doivent les exécuter eux-mêmes, sans autre artiste pour les remplacer. Le retable représente six scènes de la vie du Christ. Le panneau de la Résurrection montre l'influence maniériste.
Parmi ses œuvres, il y a une représentation de saint Christophe dans la cathédrale Métropolitaine de Mexico, en 1585, probablement celui qui se trouve dans la chapelle de l'Immaculée Conception.
À la même époque, il réalise le retable de l'église franciscaine de Cuernavaca. Eduardo Enrique Ríos pense qu'il a peut-être réalisé un retable de même genre pour l'église franciscaine de San Buenaventura de Cuautitlán.
Son ultime travail a été le retable du maître-autel de la cathédrale vieille de Puebla qui a été repris ensuite par Francisco de Zumaya et Baltasar de Echave Orio (es)
Son travail le plus important est probablement la Vierge du pardon (Virgen del Perdòn) qui a été la pièce maîtresse de l'Autel du Pardon à la cathédrale métropolitaine de Mexico. Ce travail, avec l'autel, a été détruit lors d'un incendie en 1967. Cette peinture est à l'origine de diverses légendes. Selon les uns, l'autel a reçu son nom parce que Pereyns, en prison, accusé de blasphème, peint une belle image de la Vierge Marie, et il a obtenu le pardon. Une autre légende, fausse, attribue cette peinture à un maître inconnu à l'initiative d'un mécène juif. Des documents ont montré que la Vierge du pardon a en effet été peinte par Pereyns. La peinture était le prix qu'il a dû payer après son procès de l'Inquisition, après avoir été torturé par l'Inquisition, il a été obligé de peindre une Histoire de la Vierge de los Remedios pour la cathédrale. Cette peinture a été plus tard appelée la Vierge du pardon.